# Ljubit tjeloveka
Ljubit tjeloveka (russisk: Любить человека) er en sovjetisk spillefilm fra 1972 af Sergej Gerasimov.

## Medvirkende
- Anatolij Solonitsyn som Dmitrij Kalmykov
- Ljubov Virolajnen som Marija
- Tamara Makarova som Aleksandra Vasiljeva Petrusjkova
- Zjanna Bolotova som Tanja Pavlova
- Ivan Neganov